# Linus Persson
Linus Persson (Helsingborg, 16 de abril de 1993) es un jugador de balonmano sueco que juega de lateral derecho en el GOG Gudme. Es internacional con la selección de balonmano de Suecia.
Su primer gran campeonato con la selección fue el Campeonato Mundial de Balonmano Masculino de 2021, donde su selección consiguió la medalla de plata.

## Palmarés

### Nantes
- Copa de la Liga de balonmano (1): 2022
- Trofeo de Campeones (1): 2022
- Copa de Francia de balonmano (1): 2023

## Clubes
| Club             | País      | Año         |
| ---------------- | --------- | ----------- |
| HK Malmö         | Suecia    | 2010 - 2018 |
| US Ivry Handball | Francia   | 2018 - 2021 |
| HBC Nantes       | Francia   | 2021 - 2023 |
| GOG Gudme        | Dinamarca | 2023 - Act. |